# 후루카와 다이고
후루카와 다이고(일본어: 古川 大悟, 1999년 9월 15일~)는 일본의 축구 선수이다.

## 구단 경력
그는 2017년 J2리그의 제프 유나이티드 지바에 입단했다. 2029년 8월부터 2020년까지 일본 풋볼 리그의 베어틴 미에에서 뛰었다. 2021년 이와키 FC로 이적했다. 2021년 일본 풋볼 리그 우승으로 J3리그로 승격했다. 2023년 J3리그의 FC 오사카로 이적했다. 2024년까지 70경기에 출전하여, 16득점을 넣었다. 2025년 J2리그의 레노파 야마구치 FC로 이적했다.